# 神葬祭
神葬祭（しんそうさい）とは、日本固有の宗教である神道の葬儀である。

## 歴史
日本の古い葬儀の様式は神話の世界に登場し、古事記の中の天若日子の葬儀のくだりに、その様子を知ることができる。
日本固有の葬儀は、仏教伝来以降、急速に仏式のものが普及した。さらに江戸時代になると、キリシタン対策のための寺請制度（てらうけせいど＝人々は必ずどこかの寺に所属しなければならないという制度）により仏式の葬儀が強制された。だが江戸時代の中後期になると、国学の興隆によって国学者たちが日本古来の精神・文化に立ち返ろうと訴える中で、神葬祭の研究も行なわれるようになり、日本古来の信仰に基づいた葬儀を求める運動（神葬祭運動）がおこった。その結果、幕府は天明五年（1785年）吉田家から許可状のある神道者とその嗣子のみに神葬祭を行うことを許可した。
明治時代になると、政府の神祇政策の一環として神葬祭が奨励された。例えば、神葬祭専用墓地として青山霊園が設立された。1873年7月18日には火葬が仏教の習俗であるとして禁止された（1875年5月23日解禁）。地域によっては神仏分離や廃仏毀釈に伴い、地域ごと神葬祭に変更したところもある。大日本帝国憲法では、信教の自由が制限付ではあるが保障されていたため、強制されることは無かった。しかし、葬儀に関わることは典型的な宗教行為であるため、神道は宗教ではないとの見解との整合性を取る必要があり、官吏待遇とされた官国幣社の神職は宗教活動である神葬祭を行うことを禁止され（府県社以下民社の神職は当分の間、認められた）、宗教活動の出来た教派神道を除いて、神葬祭の普及は停滞した。戦後、神道は神社本庁として宗教法人となり、国家管理から離れた為、葬儀に関わることが自由になった。

## 特徴
- 諡号が贈られる - 仏教では、多くの宗派で、死後の名前として僧侶に戒名や法名を付けてもらうが、神道ではそれに当たるものは諡号（おくりな）である[要出典]。仏式の位牌にあたる霊璽(または御霊代ともいう)には、大体の場合は、故人の氏名が先ず書かれ、最近は無い場合が多いが、戒名と同様にその次に故人の性質業績や亡くなった時節などをあらわす尊称を連ね、最後に年齢性別に応じるが、成人男性の場合「大人（うし）」、女性の場合は「刀自（とじ）」などでくくられる形で霊号が墨書きされる。「大人」以外には「若子（わかひこ）・童子（わらこ）・郎子（いらつこ）・彦・老叟（おおおきな）・翁・大翁・君・命・尊」「刀自」以外には「童女（わらめ）・郎女（いらつめ）・大刀自・媼（おおな）・大媼・姫・媛」など死亡年齢や業績に応じた呼称が贈られることもある。諡号の例としては、○○○○美志真心高根大人、○○○○早苗童女（幼くして亡くなった女の子）（○○○○は氏名）のように贈られる。
- 神葬祭では前述の通り年齢・性別で区別するのみであるので、仏教の葬儀における法名料や戒名料がかかることがない場合がほとんどである[要出典]。
- 線香は使わない - 仏式の場合、葬儀においては焼香をし、霊前には線香を立てるが、神葬祭では焼香や線香を用いることはまず無い。神葬祭においてこれに当たるものは玉串拝礼（たまぐしはいれい）である。玉串とは榊などの木の枝に紙垂を付けたものである[要出典]。
- 墓 - 神道の墓は奥都城（おくつき=奥津城、奥城とも書く）と言う。形は一般に神宝天叢雲剣（または烏帽子）を象って頂点を尖らせるが、そうでない場合もあり、正面に「○○家奥津城」と刻む[要出典]。
- 祖霊舎 - 祖霊舎（みたまや。御霊舎、御霊屋とも書く）とは、仏式の仏壇に当たるものである[要出典]。

## 流れ
神葬祭には、全国的に統一された祭式（式次第）は無い。神道は日本古来の自然崇拝・祖先崇拝を基調として自然発生的に生まれた民俗信仰だからである。そのため、各地域によって、葬祭を行う神社によって、さらに言えば斎主となる神職によっても、異なった祭式となる。以下には、流れの一例を示す。

### 枕直しの儀
神葬祭の最初の儀式。神棚・祖霊舎に故人の死を報告する。この後、神棚の前に白い和紙を下げる（神棚封じという。五十日祭で封じを解く）。遺体には白の小袖を着せて通常北枕に寝かせ、枕元に守り刀を置く。前面には祭壇を設け、米・酒・塩・水、故人が生前好んだもの等を供える。

### 納棺の儀
遺体を棺に納める儀式。蓋をして白い布で棺を覆った後、全員で拝礼する。蓋をする前に、榊の葉に水をつけて口を湿らせる末期の水の行事を行うところもある。
- このときに仏教でいう「経帷子（きょうかたびら）」に相当する「神衣」と呼ばれる狩衣（男性の場合）もしくは小袿（女性の場合）をかたどった形の白い衣装を着せ、男性なら笏を持たせて烏帽子を被せ・女性なら扇を持たせて「神様の形」を作ることになる。なお、遺体は硬直やそうでなくても最近はドライアイスなどで固まっている場合がある。その際は衣装は被せるだけ、烏帽子は枕元に入れるだけのことが多い。生まれた時の産湯に相対する死後の湯罐をしてから着せる場合は柔らかくなるので何も問題はない。

### 通夜祭および遷霊祭
通夜祭とは仏式の通夜に当たるものである。遷霊祭とは、故人の霊を霊璽に遷し留める儀式。神職が祭詞を奏上し、遺族は玉串を奉って拝礼する。
遷霊祭は「御魂移しの儀」を執り行い、夜を象徴して部屋を暗くし、神職により遺体から霊璽（れいじ）へ魂が移される。この際、微音で警蹕が行われ（太鼓が入る場合もある）る様子が怪談映画などの「ひゅ～どろどろどろ」といった効果音の原型となっている。

### 葬場祭
故人に対し最後の別れを告げる、神葬祭最大の重儀。弔辞の奉呈、弔電の奉読、神職による祭詞奏上、玉串拝礼などが行なわれる。仏式の葬儀・告別式に当たる。

### 火葬祭
遺体を火葬に付す前に、火葬場にて行う儀式。神職が祭詞を奏上し、遺族が玉串を奉って拝礼する。

### 埋葬祭
墓地に遺骨を埋葬する儀式。墓の四方に竹を立てて注連縄で囲い、遺骨の埋葬、祭詞奏上、遺族の拝礼が行なわれる。神葬祭では、火葬場から遺骨を直接墓地へ移して埋葬する。ただし、最近は一度自宅へ持ち帰り後飾り壇に安置し、忌明けの五十日祭で埋葬するケースが増えている。

### 帰家祭および直会
火葬・埋葬を終えて自宅へ戻り、神職のお祓いを受けて家の門戸に塩をまく。そして、霊前に葬儀が滞りなく終了したことを報告する。この後、直会（なおらい）を行う。直会とは、葬儀でお世話になった神職、世話役などの労をねぎらうため、宴を開いてもてなすことである。これによって葬儀に関する儀式はすべて終え、これより後は、御霊祭（みたままつり）として行なっていく。

### 御霊祭
十日祭、二十日祭、三十日祭、四十日祭、五十日祭、百日祭、一年祭と続く。仏式でいう初七日が十日祭、四十九日が五十日祭に当たる。地域や葬儀を行う神職によっても異なるが、二十日祭、三十日祭、四十日祭は省略する場合もある。なお、一年祭以降は、三年祭、五年祭、十年祭と続き、以降5年毎に御霊祭を行う。三年祭は仏式でいうなら三回忌に当たるものなのだが、仏式の三回忌は死んだときを一回目と数えて一周忌の翌年に行われるのだが三年祭は実際に死んだ年から三年目（以下五年祭・十年祭とも同様）となるため、注意が必要である。
なお、仏式で言う香典返しの掛け紙には、「偲び草（偲草・しのび草）」もしくは「志」と表書きする。

## 参考書籍
- 加藤隆久著『神葬祭大事典』戎光祥出版 ISBN 978-4900901308
- 禮典研究会編・小野和輝監修『神葬祭総合大事典』雄山閣出版 ISBN 978-4639016700
- 國學院大學日本文化研究所編『神葬祭資料集成』ぺりかん社 ISBN 978-4831506740